# Atractus lasallei
Atractus lasallei är en ormart som beskrevs av Amaral 1931. Atractus lasallei ingår i släktet Atractus och familjen snokar. Inga underarter finns listade.
Arten förekommer i norra Colombia i departementet Antioquía. Honor lägger ägg.